# Jorge de Frundsberg
Jorge de Frundsberg (en alemán Georg von Frundsberg; Mindelheim, 24 de septiembre de 1473 - 20 de agosto de 1528) fue un caballero del sur de Alemania y líder lansquenete al servicio de la dinastía austríaca Habsburgo del Sacro Imperio Romano Germánico.

## Biografía
Era hijo de Ulrich von Frundsberg y su esposa Barbara von Rechberg, y descendiente de una línea de caballeros tiroleses del sur que se establecieron en la Suabia Superior.
Combatió para el Emperador Maximiliano I de Habsburgo contra los suizos durante la Guerra Suaba de 1499. En ese mismo año fue enviado con más tropas imperiales en apoyo de Ludovico Sforza, Duque de Milán, contra los franceses. Aún al servicio de Maximiliano, tomó parte en la guerra de sucesión al ducado de Baviera-Landshut, donde luchó contra los Condes electores Philipp y Ruprecht. Se distinguió durante la batalla de Ratisbona, ganándose la investidura como caballero de manos del mismo Maximiliano. Posteriormente combatió en Holanda. 
Convencido de que era necesario un cuerpo nativo de infantería preparada y bien entrenada, Frundsberg asesoró a Maximiliano en la creación de los denominados Landsknecht (Lansquenetes). Un año más tarde, fue nombrado comandante de este cuerpo en los Países Bajos. En adelante, Frundsberg llevó una vida de guerra ininterrumpida, en campaña para el Imperio y los Habsburgo. En 1509, Frundsberg fue nombrado "Máximo Capitán de Campo" del Regimiento Lansquenete (fuerza de ocupación) y participó en la guerra contra la República de Venecia, ganando fama para él y sus hombres tras defender la ciudad de Verona ante numerosos ataques venecianos.
Tras una breve visita a Alemania, regresó a Italia, donde se cubrió de gloria entre 1513 y 1514 gracias a sus empresas contra Venecia y Francia. En ellas, peleó junto a Fernando de Ávalos y Prospero Colonna para derrotar a los numéricamente superiores venecianos en la batalla de La Motta, donde hizo honor a su lema familiar Viel Feind', viel Ehr' ("Muchos enemigos, mucha honra"). Al firmarse la paz, regresó a Alemania, donde, al mando de la infantería de la Liga Suaba, apoyó el golpe para destronar a Ulrico, Duque de Wurtemberg, de su ducado en 1519. 
En la Dieta de Worms (1521) mostró simpatía hacia Martín Lutero, al que llamaba "el monjecillo". Sin embargo, a pesar de su propia antipatía hacia el Papa, Frundsberg aparentemente permaneció católico hasta el final de su vida.
Durante la Guerra Italiana de 1521-1526, Frundsberg colaboró en el paso del Ejército Imperial a la Picardía. Cuando el rey Francisco I de Francia apareció en el campo de batalla con una fuerza de 40.000 hombres aproximadamente, la sabia retirada del Emperador Carlos V salvó su existencia. Frundsberg calificó la retirada de Valenciennes como "la más afortunada y apropiada medida de toda la guerra".
Cuando acabó la campaña francesa de 1522, Frundsberg se retiró al mando de los lansquenetes. De nuevo lideró la marcha en abril de 6000 hombres a través de los Alpes, cruzando caminos cubiertos de nieve hasta la fortaleza de Bicoca, cerca de Milán.
Durante la batalla de Bicoca, dirigió personalmente a sus tropas, luchando a pie contra los capitanes suizos. La victoria imperial permitió recuperar las tierras del viejo Gabinete Parlamentario real de Génova y Milán, colocando la mayor parte de Lombardía bajo la influencia de Carlos V.
En 1525, tras un breve alto en Mindelheim como "Máximo Capitán de Campo" de toda la Nación Alemana (consistente en 12.000 hombres y veintiún estandartes), Frundsberg regresó al norte de Italia para aliviar Pavía y salvar el Ducado de Milán. A pesar de contar sólo con 6.000 hombres más, de los cuales varios eran españoles, batiéndose contra un enemigo que le doblaba en número, Frundsberg consiguió su victoria más renombrada en la Batalla de Pavía, coronada con la captura del rey francés. 
Sólo un año más tarde, cuando se reanudó la guerra de Italia en 1526, Frundsberg recibió una petición de ayuda procedente del Ejército Imperial en Lombardía. A pesar de tratarse de una cantidad insuficiente, recibió 36.000 táleros alemanes para organizar el nuevo ejército. En Mindelheim, Frundsberg recibió un préstamo, vendió los soportes de su mesa de plata y las joyas de su esposa para adquirir los fondos restantes necesarios para reclutar un ejército. En menos de tres semanas, organizó a más de 12.000 hombres y cruzó los Alpes en pleno noviembre, derrotó a Juan de Médicis el 25 en Governolo (Roncoferraro). Se unió al Condestable de Borbón en Fiorenzuola d'Arda y marchó en dirección a Roma. Dirigía un ejército de unos 18.000 hombres, que comprendían muchos luteranos, gentes para quienes el Papa era el mismísimo Anticristo. Sin embargo, antes de llegar a la Ciudad Eterna, las tropas se amotinaron por el atraso de las pagas, lo que hizo que Frundsberg incapaz de restaurar el orden, y enfermo se marcha a Ferrara y luego a Lecco a recuperarse. Los amotinados se dirigieron entonces a Roma y la tomaron al asalto, sometiéndola durante semanas a un terrible saqueo (Saco de Roma). Este asunto sacudió al viejo comandante hasta tal punto que sufrió un duro golpe del que fue incapaz de restablecerse. Frundsberg se trasladó a Alemania después de una larga estancia en hospitales italianos.
Atormentado por la situación de sus "queridos hijos" mercenarios, la pérdida de sus bienes y la muerte de uno de sus hijos, Frundsberg murió en su castillo de Mindelheim a los pocos días de regresar de Italia. Fue considerado un soldado capaz y cortés, y un fiel servidor de los Habsburgo hasta el día de su muerte.
Su hijo Caspar (1500-1536) y su nieto Georg († 1586) se convirtieron ambos en distinguidos soldados. A la muerte de este último, se extinguió la línea familiar.
Durante la Segunda Guerra Mundial, la 10.ª SS División Panzer de las Waffen-SS llevaba el nombre de Frundsberg.